# Pandak Gede
Pandak Gede is een bestuurslaag in het regentschap Tabanan van de provincie Bali, Indonesië. Pandak Gede telt 5674 inwoners (volkstelling 2010).